# Lindesberg (comune)
Lindesberg è un comune svedese di 23 037 abitanti, situato nella contea di Örebro. Il suo capoluogo è la città omonima.

## Località
Nel territorio comunale sono comprese le seguenti aree urbane (tätort):
- Fellingsbro
- Frövi
- Gusselby
- Lindesberg
- Ramsberg
- Rockhammar
- Storå
- Stråssa
- Vedevåg

## Amministrazione

### Gemellaggi
- Kuusankoski
- Oppdal
- Jammerbugt
- Frunzensky
- Haßberge